# كيم هيون-سونغ
كيم هيون-سونغ (هانغل: 김현성) هو لاعب كرة قدم كوري جنوبي في مركز الهجوم، ولد في 27 سبتمبر 1989 في سوون في كوريا الجنوبية. شارك مع منتخب كوريا الجنوبية تحت 23 سنة لكرة القدم. أما مع النوادي، فقد لعب مع شيميزو إس-بولس ونادي بوسان أي بارك ونادي سول.

## وصلات خارجية
- كيم هيون-سونغ على موقع رابطة كرة القدم اليابانية للمحترفين (اليابانية)
- كيم هيون-سونغ على موقع دوري كوريا الجنوبية (الإنجليزية)
- كيم هيون-سونغ على موقع قاعدة بيانات كرة القدم.إي يو (الإنجليزية)
- كيم هيون-سونغ على موقع Soccerway.com (الإنجليزية)
- كيم هيون-سونغ على موقع أوليمبيديا (الإنجليزية)